# 광주수창초등학교
광주수창초등학교는 대한민국 광주광역시 북구 북동에 있는 공립 초등학교이다. 1931년 건립된 본관 건물이 등록문화재 제95호로 지정되었으며 2021년 개교 100주년을 맞이하였다.

## 학교 연혁
- 1921년 10월 4일 서방공립보통학교(4년제 4학급) 개교설립인가 5월 20일
- 1924년 4월 1일 6년제 연장
- 1929년 7월 25일 광주제2공립보통학교로 개명
- 1938년 4월 1일 광주북정공립심상소학교로 개칭[1]
- 1941년 4월 1일 광주북정공립국민학교로 개칭[2]
- 1946년 5월 3일 광주수창공립국민학교로 개칭
- 1950년 5월 30일 교실 31칸 신축
- 1950년 12월 1일 광주수창국민학교 개칭[3]
- 1951년 6월 28일 강당 준공
- 1969년 8월 29일 금남로 확장공사로 22개 교실 철거
- 1970년 2월 23일 신관 23개 교실 신축
- 1982년 10월 4일 개교기념일 변경
- 1996년 3월 1일 광주수창초등학교로 개칭[4]
- 2004년 9월 4일 본관 등록문화재 지정[5]
- 2019년 9월 1일 제31대 배창호 교장 취임
- 2020년 1월 3일 제96회 졸업(졸업생 총 41,832명 배출)
- 2020년 3월 1일 6학급 편성
- 2021년 1월 15일 제97회 졸업(졸업생 총 41,853명 배출)
- 2021년 3월 1일 6학급 편성

## 본관
1931년 건립된 이 건물은 1921년에 개교한 광주서방공립보통학교 건물로 지어져 지금은 수창초등학교의 본관으로 사용되고 있다. 2004년 9월 4일 대한민국의 등록문화재 제95호로 지정되었다.

## 통학 구역
- 충장동 : 3통, 14통, 15통
- 중앙동 :
  - 유동 : 1통~3통4반, 4통, 5통1반 일부(104-1~13,15~20, 23번지), 5통2반~5반, 6통
  - 누문동 : 10통~11통
  - 북동 : 7통1반 일부(1-1, 8~13, 21, 33, 34, 39, 41, 42, 44, 46번지 제외), 7통2반~5반, 8통, 9통

## 참고 자료
- 광주수창초등학교 - 한국교육학술정보원 학교알리미